# Irina Hudova

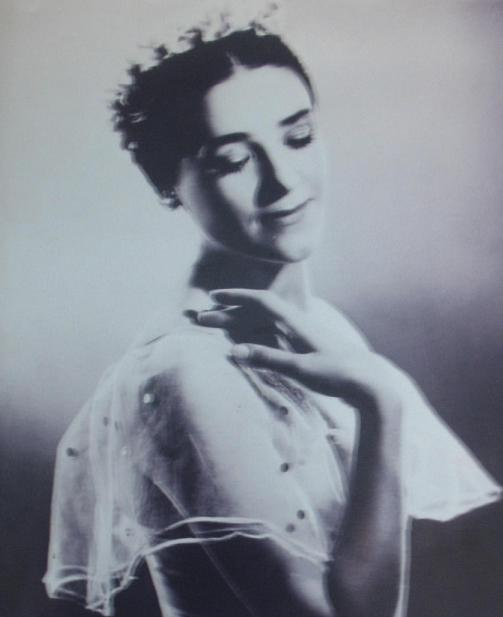
Irina Hudova.

Irina Hudova, född 17 juni 1926 i Viborg, död 20 juli 2015 i Helsingfors, var en finländsk dansare. Hon blev Finlands första professor i danskonst 1972. 
Hudova inledde sin danskarriär vid Kaarlo Eeronens balettskola i Viborg och flyttade efter kriget till Helsingfors för att studera balettkonst på allvar. Hon dansade på Finlands nationalopera 1947–1955 och väckte uppmärksamhet genom sitt rena, klassiska uttryckssätt. En ogynnsam arbetsatmosfär gjorde att hon slutade på operan, varefter hon frilansade en tid och grundade sedan egna balettskolor i Lahtis och Borgå. 
Hudova fick möjlighet att studera rysk balett ur pedagogisk synvinkel i Leningrad och Moskva, en yrkeskunnighet det senare fanns stor efterfrågan på. Hon undervisade och tränade många stora dansare och balettsällskap i bland annat Stockholm, London, Milano och Japan. Hennes rykte nådde även Finland, och hon fick erbjudande att bli chef för operans balett 1972. Samtidigt inrättades också den första professuren i danskonst. Men åter bidrog olika omständigheter, bland annat politiska, till att hon lämnade Finland 1973 och återvände till La Scala i Milano där hon undervisade ända fram till 1990-talet. Hennes självbiografi (red. Leena Järstä) Maailmalla tanssien utkom 2002.